# Anilina
Anilina is een geslacht van vlinders van de familie slakrupsvlinders (Limacodidae).

## Soorten
- A. minima Hering, 1941
- A. nubilata (Hering, 1928)
- A. personata (Hering, 1928)
- A. plebeia (Karsch, 1899)
- A. plebeja (Karsch, 1899)
- A. tessmanni (Hering, 1928)